# Miho Takeda
Miho Takeda (jap. 武田美保 Takeda Miho; ur. 13 września 1976 w Kioto) – japońska pływaczka synchroniczna, pięciokrotna medalistka olimpijska (Atlanta, Sydney, Ateny), mistrzyni świata.
W 1996 wzięła udział w letnich igrzyskach olimpijskich w Atlancie, w ich trakcie pływaczka uczestniczyła w rywalizacji zespołów, razem z reprezentantkami swego kraju uzyskała rezultat 97,753 pkt dający brązowy medal. W 2000 wystartowała w letnich igrzyskach olimpijskich w Sydney. W ich ramach uczestniczyła w rywalizacji duetów oraz drużyn, w tych konkurencjach zawodniczka uzyskała wyniki odpowiednio 98,65 i 98,86 pkt – dzięki nim otrzymała dwa srebrne medale olimpijskie. Cztery lata później wzięła udział w letnich igrzyskach olimpijskich rozgrywanych w Atenach – w rywalizacji duetów uzyskała wynik 98,417 pkt i wywalczyła srebrny medal, natomiast w rywalizacji drużyn uzyskała wynik 98,501 pkt dający także srebrny medal olimpijski.
Począwszy od 1994 roku, czterokrotnie startowała w mistrzostwach świata – medale zdobywała na czempionatach w Rzymie (1 brązowy), Perth (2 srebrne), Fukuoce (1 złoty, 1 srebrny) oraz Barcelonie (2 srebrne). W latach 1998–2002 na igrzyskach azjatyckich (Bangkok, Pusan) wywalczyła dwa złote medale.